# Thyreus affinis
Thyreus affinis là một loài Hymenoptera trong họ Apidae. Loài này được Morawitz mô tả khoa học năm 1874.